# Артюх Микола Миколайович
Микола Миколайович Артюх (нар. 1 січня 1945) — радянський футболіст, захисник, радянський та український тренер. Майстер спорту СРСР (1967).

## Кар'єра гравця
Вихованець ДЮСШ міста Первомайськ, перший тренер — Ф. Саврилов. У 1963 році розпочав футбольну кар'єру в миколаєвському «Суднобудівнику». У 1965 році захищав кольори вінницького «Локомотива», а потім проходив військову службу в київському СКА. У 1971 році прийняв запрошення дніпропетровського «Дніпра». Влітку 1973 року повернувся до вінницького «Локомотива», а в 1977 році перейшов до київського СКА, в якому й завершив кар'єру гравця.

## Кар'єра тренера
По завершенні кар'єри гравця розпочав тренерську діяльність. Спочатку тренував аматорські клуби «Рефрижератор» (Фастів) та «Машинобудівник» (Бородянка). У 1984 році після звільнення Віктора Лукашенка до кінця року виконував обов'язки головного тренера черкаського «Дніпра». З жовтня й до завершення 1995 року знову тимчасово керував черкаським «Дніпром». Також допомагав тренував молдовські клуби «Тилігул» (Тирасполь) та «Наш колгоспник» (Кіцкани). Потім працював головним тренером ватутінського «Ретро». 

## Досягнення

### Як гравця
«Дніпро» (Дніпропетровськ)
- Перша ліга СРСР
  -  Чемпіон (1): 1971

СКА (Київ)
- Друга група Класу «А»
  -  Бронзовий призер (1): 1967

### Як тренера
«Рефрижератор» (Фастів)
- Аматорський чемпіонат УРСР
  -  Бронзовий призер (1): 1981

«Машинобудівник» (Бородянка)
- Аматорський чемпіонат УРСР (3 група)
  -  Срібний призер (1): 1983

### Відзнаки
- Майстер спорту СРСР: 1967